# Butch Johnson
Butch Johnson (n. 30 august 1955, Worcester, Massachusetts, SUA – d. 27 mai 2024, Woodstock⁠(d), Connecticut, SUA) a fost un arcaș ce a reprezentat Statele Unite ale Americii, medaliat olimpic. A participat la 5 ediții ale Jocurilor Olimpice (1992, 1996, 2000, 2004, 2008) în care a câștigat o medalie de aur și o medalie de bronz.